# Doldenhorn
Il Doldenhorn (3.643 m s.l.m.) è una montagna delle Alpi Bernesi. Si trova nello svizzero Canton Berna.

## Caratteristiche
La montagna è collocata sopra il Lago Oeschinen a sud-est di Kandersteg. Fa parte di una cresta montuosa lunga circa 10 km orientata da sud-ovest a nord-est ed il Doldenhorn ne è la montagna più meridionale. Andando verso nord si trovano: il Fründenhorn, l'Oeschinenhorn, il Blümlisalp ed il Morgenhorn.
Il versante nord del Doldenhorn è una grande parete ghiacciata sulla quale si colloca il Ghiacciaio del Doldenhorn, che alimenta il Lago Oeschinen. Il versante sud ha un aspetto molto roccioso. Il Klein Doldenhorn (3.475 m) è una vetta secondaria che si trova a circa 600 metri ad est della cima principale.

## Salita alla vetta
La montagna è stata salita la prima volta il 30 giugno 1862 da parte di J. Bischoff, K. Blatter, C. Lauener, G. Reichen, A. Roth ed E. von Fellenberg.
Si può salire sulla vetta partendo da Kandersteg e passando dalla Doldenhornhütte (1.915 m).